# Оукланд (Мејн)
Оукланд (енгл. Oakland) насељено је место без административног статуса у америчкој савезној држави Мејн.

## Демографија
По попису из 2010. године број становника је 2.602, што је 156 (-5,7%) становника мање него 2000. године.
| Група             | 2000.         | 2010.         |
| Белци             | 2.695 (97,7%) | 2.486 (95,5%) |
| Афроамериканци    | 7 (0,3%)      | 9 (0,3%)      |
| Азијати           | 17 (0,6%)     | 18 (0,7%)     |
| Хиспаноамериканци | 21 (0,8%)     | 48 (1,8%)     |
| Укупно            | 2.758         | 2.602         |